# آلي جيلكريست
آلي جيلكريست (بالإنجليزية: Ally Gilchrist)‏ هو لاعب كرة قدم بريطاني في مركز الدفاع، ولد في 3 مارس 1995 في إدنبرة في المملكة المتحدة. لعب مع إلغين سيتي ‏.

## وصلات خارجية
- آلي جيلكريست على موقع قاعدة بيانات كرة القدم.إي يو (الإنجليزية)
- آلي جيلكريست على موقع Soccerway.com (الإنجليزية)